# Соколов, Сергей (футболист, 1947)
Сергей Соколов (род. 1947) — советский футболист, полузащитник и нападающий. В составе ЦСКА с 1966. В основе клуба и высшей лиге провёл 3 матча в  сезоне 1967, когда команду возглавил Всеволод Бобров. Причём в матче с «Зарёй» журналисты отмечали его быструю игру в нападении вместе с Масляевым и Поликарповым, но в дальнейшем за ЦСКА и на уровне высшей лиги не выступал. С 1968 по 1974 играл в первой и второй лиге за львовский СКА, «Кривбасс», «Днепр» и тамбовский «Ревтруд». В составе «Кривбасса» 14 октября 1969 забил 400-й гол этой команды в чемпионатах СССР (в ворота «Карпат»).